# Vikings (serie de televisión)
Vikings es una serie de televisión de drama histórico creada y escrita por Michael Hirst para el canal History. Filmada en Irlanda, se estrenó el 3 de marzo de 2013 y concluyó el 30 de diciembre de 2020 tras seis temporadas y un total de 89 episodios.
Vikings está inspirada en las sagas del vikingo Ragnar Lodbrok, uno de los héroes nórdicos legendarios más conocidos y notorio como el flagelo de Inglaterra y Francia. El programa retrata a Ragnar como un granjero que ha conseguido construir barcos revolucionarios con instrumentos de navegación también revolucionarios. Con ellas puede hacer exitosas incursiones en Inglaterra, alcanzar la fama y convertirse en un rey escandinavo, con la ayuda de su familia y sus guerreros. En las últimas temporadas, la serie sigue la fortuna de sus hijos y sus aventuras en Inglaterra, Escandinavia y el Mediterráneo.

## Premisa
La serie está inspirada en los cuentos de los nórdicos de la Alta Edad Media escandinava. En líneas generales, sigue las hazañas del legendario jefe vikingo Ragnar Lodbrok y su tripulación, familia y descendientes, tal como se estableció en las sagas del siglo XIII Ragnars saga loðbrókar y Ragnarssona þáttr, así como en la obra Gesta Danorum del siglo XII de Saxo Grammaticus. Las sagas legendarias nórdicas eran cuentos parcialmente ficticios basados en la tradición oral nórdica, escritas entre 200 y 400 años después de los eventos que describen. Toma inspiración especialmente de las fuentes históricas de la época, como los registros de la incursión vikinga en Lindisfarne representada en el segundo episodio, o el relato de los varangios del siglo X de Ahmad ibn Fadlan. La serie inicia al comienzo de la época vikinga, marcada por la incursión de Lindisfarne en 793.

## Emisión
| Temporada | Temporada | Episodios | Episodios | Emisión original        | Emisión original        | Emisión original |
| Temporada | Temporada | Episodios | Episodios | Primera emisión         | Última emisión          | Cadena           |
| --------- | --------- | --------- | --------- | ----------------------- | ----------------------- | ---------------- |
|           | 1         | 9         | 9         | 3 de marzo de 2013      | 28 de abril de 2013     | History          |
|           | 2         | 10        | 10        | 27 de febrero de 2014   | 1 de mayo de 2014       | History          |
|           | 3         | 10        | 10        | 19 de febrero de 2015   | 23 de abril de 2015     | History          |
|           | 4         | 20        | 10        | 18 de febrero de 2016   | 21 de abril de 2016     | History          |
|           | 4         | 20        | 10        | 30 de noviembre de 2016 | 1 de febrero de 2017    | History          |
|           | 5         | 20        | 10        | 29 de noviembre de 2017 | 24 de enero de 2018     | History          |
|           | 5         | 20        | 10        | 28 de noviembre de 2018 | 30 de enero de 2019     | History          |
|           | 6         | 20        | 10        | 4 de diciembre de 2019  | 5 de febrero de 2020    | History          |
|           | 6         | 20        | 10        | 30 de diciembre de 2020 | 30 de diciembre de 2020 | Prime Video      |

Vikings se estrenó el 3 de marzo de 2013 en Canadá y Estados Unidos. Vikings fue renovada para su cuarta temporada en marzo de 2015 con una orden extendida de 20 episodios, que se estrenó el 18 de febrero de 2016. El 17 de marzo de 2016, History renovó a Vikings por una quinta temporada de 20 episodios, que se estrenó el 29 de noviembre de 2017. El 12 de septiembre de 2017, antes del estreno de la quinta temporada, la serie fue renovada por una sexta temporada de 20 episodios. El 4 de enero de 2019, se anunció que la sexta temporada sería la última temporada de la serie. La sexta temporada se estrenó el 4 de diciembre de 2019.
En Reino Unido, Vikings se estrenó el 24 de mayo de 2013, donde estaba disponible exclusivamente en el servicio de streaming LoveFilm. La segunda temporada se estrenó el 24 de marzo de 2015. La tercera temporada comenzó a emitirse el 20 de febrero de 2015 en Amazon Video.
En Australia, la serie se estrenó el 8 de agosto de 2013, en SBS One. Más tarde se trasladó a FX, donde la segunda temporada debutó el 4 de febrero de 2015. La tercera temporada comenzó a emitirse en Australia en SBS One el 19 de marzo de 2015. La cuarta temporada comenzó a emitirse en Australia en SBS One el 24 de febrero de 2016.

### Censura
La escena de sexo entre Lagertha y Astrid en el episodio de la cuarta temporada «The Outsider» fue editada para el público de los Estados Unidos, y solo se mostró cuando se besaron antes de la escena extendida.

## Apariciones
Señal:      = Principales (Protagonistas)
Señal:      = Recurrentes (+3)
Señal:       = Apariciones especiales/Cameo (1-2)
| Travis Fimmel        | Ragnar Lothbrok          | 9 | 10 | 10 | 16 | -  | -  | 45 |
| Katheryn Winnick     | Lagertha                 | 9 | 9  | 10 | 18 | 18 | 7  | 71 |
| Clive Standen        | Rollo                    | 9 | 10 | 10 | 14 | 2  | -  | 45 |
| Gustaf Skarsgård     | Floki                    | 9 | 10 | 10 | 19 | 18 | 2  | 68 |
| Alexander Ludwig     | Bjorn Ironside           | 9 | 8  | 10 | 19 | 19 | 11 | 76 |
| Jessalyn Gilsig      | Siggy                    | 9 | 10 | 5  | -  | -  | -  | 24 |
| Gabriel Byrne        | Earl Haraldson           | 6 | -  | -  | -  | -  | -  | 6  |
| George Blagden       | Athelstan                | 8 | 10 | 7  | 4  | -  | -  | 29 |
| Donal Logue          | Rey Horik de Dinamarca   | 2 | 10 | -  | -  | -  | -  | 12 |
| Alyssa Sutherland    | Aslaug                   | 1 | 10 | 9  | 15 | -  | -  | 35 |
| Linus Roache         | Ecbert de Wessex         | - | 9  | 8  | 16 | 1  | -  | 34 |
| Ben Robson           | Kalf                     | - | -  | 9  | 4  | -  | -  | 13 |
| Kevin Durand         | Harbard                  | - | -  | 3  | 3  | -  | -  | 6  |
| Lothaire Bluteau     | Carlos II el Calvo       | - | -  | 4  | 9  | -  | -  | 13 |
| John Kavanagh        | The Seer                 | 5 | 6  | 5  | 10 | 7  | 8  | 41 |
| Peter Franzén        | Harald Finehair          | - | -  | -  | 14 | 19 | 16 | 49 |
| Jasper Pääkkönen     | Halfdan the Black        | - | -  | -  | 13 | 9  | 1  | 23 |
| Alex Høgh Andersen   | Ivar Ragnarsson          | - | -  | -  | 11 | 20 | 20 | 51 |
| Marco Ilsø           | Hvitserk                 | - | -  | -  | 9  | 20 | 20 | 49 |
| David Lindström      | Sigurd Ragnarsson        | - | -  | -  | 11 | 1  | -  | 12 |
| Jordan Patrick Smith | Ubbe Ragnarsson          | - | -  | -  | 11 | 20 | 19 | 50 |
| Moe Dunford          | Aethelwelf de Wessex     | - | 7  | 8  | 13 | 8  | -  | 36 |
| Jonathan Rhys Meyers | Bishop Heahmund          | - | -  | -  | 1  | 16 | -  | 17 |
| Danila Kozlovsky     | Príncipe Oleg el Profeta | - | -  | -  | -  | -  | 15 | 15 |
| Eric Johnson         | Erik the Red             | - | -  | -  | -  | -  | 14 | 14 |
| Georgia Hirst        | Torvi                    | - | 5  | 4  | 16 | 19 | 18 | 62 |
| Ragga Ragnars        | Gunnhild                 | - | -  | -  | -  | 7  | 15 | 22 |
| Ray Stevenson        | Othere                   | - | -  | -  | -  | -  | 11 | 11 |

## Elenco y personajes
| Personaje                | Intérprete             | Temporadas | Temporadas | Temporadas | Temporadas | Temporadas | Temporadas             | Temporadas             | Temporadas | Temporadas |
| Personaje                | Intérprete             | 1          | 2          | 3          | 4          | 4          | 5                      | 5                      | 6          | 6          |
| Personaje                | Intérprete             | 1          | 2          | 3          | Parte 1    | Parte 2    | Parte 1                | Parte 2                | Parte 1    | Parte 2    |
| ------------------------ | ---------------------- | ---------- | ---------- | ---------- | ---------- | ---------- | ---------------------- | ---------------------- | ---------- | ---------- |
| Ragnar Lothbrok          | Travis Fimmel          | Principal  | Principal  | Principal  | Principal  | Principal  |                        |                        |            |            |
| Lagertha                 | Katheryn Winnick       | Principal  | Principal  | Principal  | Principal  | Principal  | Principal              | Principal              | Principal  |            |
| Rollo                    | Clive Standen          | Principal  | Principal  | Principal  | Principal  | Principal  | Apariciones especiales | Apariciones especiales |            |            |
| Floki                    | Gustaf Skarsgård       | Principal  | Principal  | Principal  | Principal  | Principal  | Principal              | Principal              |            | Invitado   |
| Bjorn Ironside           | Alexander Ludwig       |            | Principal  | Principal  | Principal  | Principal  | Principal              | Principal              | Principal  | Principal  |
| Bjorn Ironside           | Nathan O'Toole (joven) | Recurrente | Invitado   |            | Recurrente | Invitado   |                        |                        |            |            |
| Siggy                    | Jessalyn Gilsig        | Principal  | Principal  | Principal  |            |            |                        |                        |            |            |
| Earl Haraldson           | Gabriel Byrne          | Principal  |            |            |            |            |                        |                        |            |            |
| Athelstan                | George Blagden         | Principal  | Principal  | Principal  | Recurrente | Invitado   | Doble                  |                        |            |            |
| Rey Horik de Dinamarca   | Donal Logue            | Principal  | Principal  |            |            |            |                        |                        |            |            |
| Aslaug                   | Alyssa Sutherland      | Principal  | Principal  | Principal  | Principal  | Principal  |                        |                        |            |            |
| Ecbert de Wessex         | Linus Roache           |            | Principal  | Principal  | Principal  | Principal  | Doble                  | Doble                  |            |            |
| Kalf                     | Ben Robson             |            |            | Principal  | Principal  |            |                        |                        |            |            |
| Harbard                  | Kevin Durand           |            |            | Principal  | Principal  |            |                        |                        |            |            |
| Carlos II el Calvo       | Lothaire Bluteau       |            |            | Principal  | Principal  |            |                        |                        |            |            |
| The Seer                 | John Kavanagh          | Recurrente | Recurrente | Recurrente | Principal  | Principal  | Principal              | Principal              | Principal  | Principal  |
| Harald Finehair          | Peter Franzén          |            |            |            | Principal  | Principal  | Principal              | Principal              | Principal  | Principal  |
| Halfdan the Black        | Jasper Pääkkönen       |            |            |            | Principal  | Principal  | Principal              |                        |            | Principal  |
| Ivar Ragnarsson          | Alex Høgh Andersen     |            |            |            | Invitado   | Principal  | Principal              | Principal              | Principal  | Principal  |
| Hvitserk                 | Marco Ilsø             |            |            |            | Invitado   | Principal  | Principal              | Principal              | Principal  | Principal  |
| Sigurd Ragnarsson        | David Lindström        |            |            |            | Invitado   | Principal  | Doble                  |                        |            |            |
| Ubbe Ragnarsson          | Jordan Patrick Smith   |            |            |            | Invitado   | Principal  | Principal              | Principal              | Principal  | Principal  |
| Aethelwulf de Wessex     | Moe Dunford            |            | Recurrente | Recurrente | Recurrente | Principal  | Principal              |                        |            |            |
| Bishop Heahmund          | Jonathan Rhys Meyers   |            |            |            |            | Invitado   | Principal              | Principal              |            |            |
| Príncipe Oleg el Profeta | Danila Kozlovsky       |            |            |            |            |            |                        |                        | Principal  | Principal  |
| Erik the Red             | Eric Johnson           |            |            |            |            |            |                        |                        | Principal  | Principal  |
| Torvi                    | Georgia Hirst          |            | Recurrente | Recurrente | Recurrente | Recurrente | Recurrente             | Recurrente             | Principal  | Principal  |
| Gunnhild                 | Ragga Ragnars          |            |            |            |            |            |                        | Recurrente             | Principal  | Principal  |
| Othere                   | Ray Stevenson          |            |            |            |            |            |                        |                        | Principal  | Principal  |

## Producción

### Temporada 1
Vikings, una coproducción irlandés-canadiense, fue desarrollada y producida por Octagon Films y Take 5 Productions. Michael Hirst, Morgan O'Sullivan, John Weber, Sherry Marsh, Alan Gasmer, James Flynn y Sheila Hockin son acreditados como productores ejecutivos. El presupuesto de la primera temporada se reportó en USD $40 millones.
La serie comenzó a filmarse en julio de 2012 en Ashford Studios, una instalación nueva en Irlanda. Esta ubicación fue elegida por su paisaje y ventajas fiscales. El 16 de agosto de 2012, se filmaron escenas de barcos largos en Luggala, así como en la reserva Poulaphouca en los montes Wicklow. El setenta por ciento de la primera temporada se filmó al aire libre. Algunas tomas de fondo adicionales se realizaron en el oeste de Noruega.
Johan Renck, Ciarán Donnelly y Ken Girotti dirigieron cada uno tres episodios. El equipo de producción incluyó al director de fotografía John Bartley, el diseñador de vestuario Joan Bergin, el diseñador de producción Tom Conroy, el compositor Trevor Morris y el coro irlandés Crux Vocal Ensemble, dirigido por Paul McGough.

### Temporada 2
El 5 de abril de 2013, History renovó a Vikings para una segunda temporada de diez episodios. Jeff Woolnough y Kari Skogland se unieron a Ken Girotti y Ciaran Donnelly como directores de la segunda temporada.
El 11 de junio de 2013 se anunciaron dos nuevos actores principales de la serie. Alexander Ludwig, interpretando al adolescente Björn, y Linus Roache, interpretando al Rey Ecbert de Wessex. La segunda temporada sufre un salto en el tiempo, convirtiendo al joven Björn (Nathan O'Toole) en un espadachín mayor interpretado por Ludwig. El Björn mayor no ha visto a su padre, Ragnar, durante «un largo período de tiempo». Lagertha se vuelve a casar con un poderoso jarl, un padrastro que brinda una guía dura a Björn. Edvin Endre, hijo de la actriz sueca Lena Endre, y Anna Åström firmaron para papeles en la segunda temporada. Endre tenía el papel de Erlendur, uno de los hijos del rey Horik.

### Temporada 3
Morgan O'Sullivan, Sheila Hockin, Sherry Marsh, Alan Gasmer, James Flynn, John Weber y Michael Hirst son acreditados como productores ejecutivos.
Esta temporada fue producida por Steve Wakefield y Keith Thompson. Bill Goddard y Séamus McInerney actuaron como coproductores. El equipo de producción para esta temporada incluye a los directores de reparto Frank y Nuala Moiselle, la diseñadora de vestuario Joan Bergin, los supervisores de efectos visuales Julian Parry y Dominic Remane, los diseñadores de acrobacias de acción Franklin Henson y Richard Ryan, el compositor Trevor Morris, el diseñador de producción Mark Geraghty, los editores Aaron Marshall para los episodios primero, tercero, quinto, séptimo y noveno, y Tad Seaborn para el segundo, cuarto, sexto, octavo y décimo, y el director de fotografía PJ Dillon.
El grupo de música noruego Wardruna proporcionó gran parte de la música de fondo de la serie. El fundador de Wardruna, Einar Kvitrafn Selvik, también apareció como actor en el programa durante la tercera temporada como un chamán.

### Temporada 4
Michael Hirst anunció planes para la cuarta temporada antes de que la tercera temporada comenzara a emitirse. La cuarta temporada comenzó la producción en el área de Dublín y Wicklow en abril de 2015.
Los actores finlandeses Peter Franzén y Jasper Pääkkönen, así como la actriz canadiense Dianne Doan se unieron al elenco de la cuarta temporada. Franzén interpretó al rey noruego Harald Finehair, un rival potencial para Ragnar. Pääkkönen fue elegido como Halfdan el Negro, el hermano de Finehair. Doan interpreta a Yidu, un personaje chino que tiene un papel importante en la primera mitad de la cuarta temporada.
El jugador de los Toronto Blue Jays, Josh Donaldson, es fanático de la serie Vikings y en enero de 2016, se anunció que aparecería como invitado en la cuarta temporada del programa como «Hoskuld».

### Temporada 5
Al mismo tiempo que la serie se renovó por una quinta temporada, se anunció que el actor irlandés Jonathan Rhys Meyers se uniría al elenco, como Heahmund, un «obispo guerrero». El creador de Vikings, Michael Hirst, explicó: «Estaba mirando los libros de historia y me encontré con estos obispos guerreros. Los antecedentes de los Caballeros Templarios: estas son personas que eran absolutamente religiosas, pero se pusieron armaduras y lucharon. No dejes que su condición sacerdotal te engañe tampoco. ¡Estaban locos! Creían totalmente en el cristianismo y el mensaje, y, sin embargo, en el campo de batalla, estaban totalmente locos».
La exestrella de la WWE, Adam Copeland, fue elegido en un papel recurrente para la quinta temporada como Kjetill Flatnose, un guerrero violento y audaz. Floki lo elige para dirigir una expedición a Islandia para establecer una colonia. El actor irlandés Darren Cahill interpretó el papel de Aethelred en la quinta temporada. El actor nigeriano Stanley Aguzie dijo a los medios locales que había conseguido un pequeño papel en la quinta temporada. La quinta temporada también presenta al actor irlandés, músico y detective de la policía de la vida real, Kieran O'Reilly, quien interpreta el papel de «White Hair». En abril de 2017 se anunció que el actor danés Erik Madsen se uniría al elenco para la quinta temporada, como el Rey Hemming. En 2016 Erik había interpretando a un vikingo en la serie  británica The Last Kingdom.

### Temporada 6
El actor ruso Danila Kozlovsky se unió a la serie en la sexta temporada, como Oleg de Nóvgorod, el gobernante varego (vikingos de Europa del Este) del siglo X del pueblo Rus'. Katheryn Winnick, quien interpreta a Lagertha en la serie, dirigió un episodio de la temporada. La música para la serie fue aportada por genuinos artistas escandinavos con fuertes influencias folclóricas nórdicas, incluidos Wardruna y Danheim.

## Recepción
En Rotten Tomatoes, el conjunto de la serie tiene un 93 % de aprobación. En Metacritic, basada en la opinión de 41 críticos, tiene una nota de 74 sobre 100, indicando "generalmente críticas favorables".
| Temporada | Temporada | Rotten Tomatoes | Rotten Tomatoes | Rotten Tomatoes | Metacritic       |
| Temporada | Temporada | Aprobación      | Nota (sobre 10) | N.º de críticos | Nota (sobre 100) |
| --------- | --------- | --------------- | --------------- | --------------- | ---------------- |
|           | 1         | 82 %            | 6.93            | 33              | 71               |
|           | 2         | 93 %            | 8.20            | 14              | 77               |
|           | 3         | 100 %           | 7.94            | 11              | 81               |
|           | 4         | 92 %            | 8.33            | 12              | TBD              |
|           | 5         | 91 %            | 8.12            | 11              | TBD              |
|           | 6         | 100 %           | 7.79            | 12              | 74               |

## Medios relacionados

### Cómic
Zenescope se asoció con History Channel para crear un cómic gratuito de Vikings basado en la serie. Fue distribuido por primera vez en la Comic-Con de San Diego de 2013 y por comiXology en febrero de 2014. El cómic fue escrito por Michael Hirst, presenta obras de arte de Dennis Calero (X-Men Noir) y está ambientada antes de los eventos de la primera temporada. Además de presentar a Ragnar y Rollo luchando junto a su padre, el cómic muestra el primer encuentro de los hermanos con Lagertha.

### Serie secuela
En enero de 2019, junto con el anuncio de que la serie terminaría después de su sexta temporada, se anunció que Hirst y MGM Television estaban desarrollando una serie derivada con el escritor Jeb Stuart. El 19 de noviembre de 2019, se anunció Vikings: Valhalla tendría lugar un siglo después del final de la serie original y se lanzaría en Netflix. La serie de 24 episodios está programada para ser realizada por MGM Television, y filmada principalmente en Irlanda, trabajando desde los mismos Ashford Studios en el condado de Wicklow. La serie se centrará «en las aventuras de Leif Erikson, Freydis, Harald Hardrada y el rey William el conquistador».